# Joselyn Cano

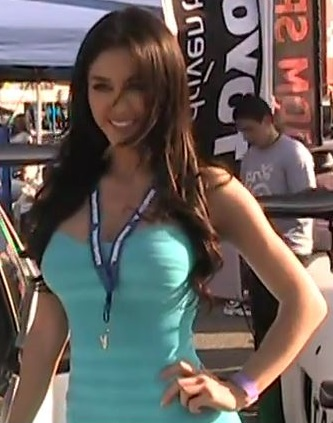
Joselyn Cano

Joselyn Cano (* 14. März 1990 in Anaheim; † 7. Dezember 2020 in Kolumbien) war ein US-amerikanisches Model und Modedesignerin.

## Biografie
Cano wurde am 14. März 1990 in Anaheim geboren. Aufgewachsen ist
sie später in Lake Elsinore. Im Alter von siebzehn Jahren begann Cano mit dem Modeln für lokale Zeitschriften. 2014 wurde sie bekannt, als sie auf dem Cover des Magazins Lowrider war. Cano war auch in WorldStarHipHops Valentine's Day Special-Video zu sehen. Im selben Jahr war sie von Gerardo Ortiz Musikvideo „Y me besa“ zu sehen. 2015 wurde sie im Magazin „Hot Bike“ vorgestellt. Außerdem war Cano 2016 auf der Sports Illustrated zu sehen. 2018 brachte sie ihre eigene Linie von Bademode auf den Markt. Durch ihr Auftreten in Social Medias erlangte sie mehr an Popularität. Aufgrund ihrer Popularität in den Social Medias hat sie den Spitznamen „Mexican Kim Kardashian“ bekommen. Unter anderem hat Cano zwei Kinder. Auf ihr Instagram-Account hat über 12 Millionen Follower. Cano starb am 7. Dezember 2020. Das Model Lira Mercer gab ihren Tod bekannt und behauptete, Cano sei an einer Schönheitsoperation gestorben, eine offizielle Verlautbarung über die Todesursache stand jedoch aus. Ihre Beerdigung fand in Corona statt.